# タイテック
株式会社タイテック（英: TIETECH Co., Ltd.）は、愛知県名古屋市南区に存在した電子機器メーカーである。

## 概要
情報通信関連機器やFA関連機器の製造販売を行っていた。
2010年（平成22年）4月には連結子会社であるエルモ社と共同持株会社「テクノホライゾン・ホールディングス株式会社」を設立し、その傘下となるが、子会社再編を経て2021年4月にエルモ社・中日諏訪オプト電子と共に吸収合併され、同社のタイテックカンパニーとして位置付けされた。

## 沿革
- 1975年（昭和50年）9月1日 - 「株式会社タイテック」として設立。
- 1996年（平成8年）10月1日 - 日本証券業協会（現・ジャスダック）に株式を店頭登録。
- 2003年（平成15年）1月 - 株式会社エルモ社を子会社化。
- 2004年（平成16年）8月 - 株式会社中日電子を子会社化。
- 2005年（平成17年）1月 - 株式会社アドバンスト・アイディ・テクノロジーを吸収合併。同年3月、株式会社テレポートを吸収合併。
- 2009年（平成21年）12月 - 泰志達（蘇州）自控科技有限公司を設立。
- 2010年（平成22年）
  - 3月29日 - 上場廃止。
  - 4月1日 - 連結子会社である株式会社エルモ社と共同持株会社「テクノホライゾン・ホールディングス株式会社」を設立。
- 2011年（平成23年）
  - 3月31日 - 子会社の株式会社中日電子および株式会社グラフインの全株式を親会社のテクノホライゾン・ホールディングス株式会社に譲渡。
  - 7月1日 - 新設分割により株式会社ファインフィットデザインを設立。
- 2015年（平成27年）
  - 1月1日 - 株式会社SUWAオプトロニクスからシステム事業を譲受[2]。
  - 3月1日 - 株式会社エルモ社から株式会社エルモシステムビジネスの株式を譲受[3]
  - 6月1日 - 株式会社エルモ社から株式会社エルモソリューション中部の株式を譲受[4]。
  - 7月1日 - 子会社の株式会社ファインフィットデザインの株式を親会社のテクノホライゾン・ホールディングス株式会社に譲渡[5]。
- 2016年（平成28年）
  - 3月 - テクノホライゾン・ホールディングス株式会社から株式会社中日電子の株式を譲受。
  - 4月1日 - 株式会社グラフインを吸収合併[6]。
- 2017年（平成29年）
  - 11月1日 - 株式会社ケーアイテクノロジーの全株式を取得し子会社化[7][8]。
  - 12月1日 - 株式会社中日電子及び株式会社エルモソリューション中部を吸収合併。
- 2018年（平成30年）5月 - 株式会社アド・サイエンスの全株式を取得し、子会社化[9]。
- 2021年（令和3年）4月1日 - 親会社のテクノホライゾン株式会社に吸収合併[10]。

## 事業所
- 本社（名古屋市南区）
- 本社工場（名古屋市南区）
- 笠寺工場（名古屋市南区）

## 関連会社
- 株式会社アド・サイエンス
- 株式会社ケーアイテクノロジー
- 泰志達（蘇州）自控科技有限公司